# Білохолуницький район
Білохолуни́цький район (рос. Белохолуницкий район) — район у складі Кіровської області Російської Федерації. Адміністративний центр — місто Біла Холуниця.

## Історія
Район був утворений 10 липня 1929 року у складі Вятського округу Нижньогородського краю. До його складу увійшли деякі волості Слободського повіту Вятської губернії. 1934 року район увійшов до складу Кіровського краю, 1935 року із частин Білохолуницького та сусіднього Синьогорського районів був утворений Поломський район. 1936 року район увійшов до складу Кіровської області, 1955 року був ліквідований Поломський район і його території увійшли до складу Нагорського та Білохолуницького районів.
7 грудня 2004 року, в рамках муніципальної реформи, у складі району були утворені 1 міське та 10 сільських поселень.

## Населення
Населення району складає 17556 осіб (2017; 17885 у 2016, 18155 у 2015, 18488 у 2014, 18867 у 2013, 19336 у 2012, 19825 у 2011, 19890 у 2010, 21265 у 2009, 23232 у 2002, 27031 у 1989, 27984 у 1979, 27614 у 1970).

## Адміністративний поділ
Станом на 2010 рік район адміністративно поділявся на 1 міський та 10 сільських поселень, до його складу входило 40 населених пунктів, з яких 5 не мали постійного населення, але ще не були зняті з обліку:
| Поселення                          | Площа, км² | Населення, осіб (2002) | Населення, осіб (2010) | Населення, осіб (2017) | Центр               | Населені пункти |
| ---------------------------------- | ---------- | ---------------------- | ---------------------- | ---------------------- | ------------------- | --------------- |
| Білохолуницьке міське поселення    | 510,00     | 13227                  | 12308                  | 11526                  | місто Біла Холуниця | 10              |
| Бидановське сільське поселення     | 96,88      | 535                    | 482                    | 454                    | присілок Биданово   | 1               |
| Всіхсвятське сільське поселення    | 393,00     | 910                    | 729                    | 618                    | село Всіхсвятське   | 4               |
| Гуренське сільське поселення       | 84,00      | 374                    | 288                    | 226                    | присілок Гуренки    | 4               |
| Дубровське сільське поселення      |            | 2031                   | 1512                   | 1224                   | селище Дубровка     | 4               |
| Климковське сільське поселення     | 940,88     | 1476                   | 1282                   | 955                    | селище Климковка    | 2               |
| Підрізчихинське сільське поселення |            | 1549                   | 1031                   | 799                    | селище Підрізчиха   | 1               |
| Поломське сільське поселення       | 506,00     | 1441                   | 1062                   | 858                    | село Полом          | 6               |
| Прокоп'євське сільське поселення   | 174,00     | 444                    | 263                    | 155                    | село Прокоп'є       | 2               |
| Ракаловське сільське поселення     | 146,00     | 378                    | 299                    | 228                    | присілок Ракалово   | 3               |
| Троїцьке сільське поселення        | 1377,39    | 867                    | 634                    | 513                    | село Троїця         | 3               |

## Найбільші населені пункти
| №  | Населений пункт | Населення, осіб (2002) | Населення, осіб (2010) |
| -- | --------------- | ---------------------- | ---------------------- |
| 1  | Біла Холуниця   | 11975                  | 11232                  |
| 2  | Дубровка        | 1976                   | 1491                   |
| 3  | Климковка       | 1390                   | 1231                   |
| 4  | Підрізчиха      | 1428                   | 1031                   |
| 5  | Полом           | 811                    | 690                    |
| 6  | Биданово        | 535                    | 482                    |
| 7  | Федосята        | 534                    | 481                    |
| 8  | Велике Поле     | 516                    | 454                    |
| 9  | Троїця          | 521                    | 447                    |
| 10 | Всіхсвятське    | 417                    | 373                    |